# Margrethe von der Lühe
Margrethe komtesse Holck, gift Margrethe von der Lühe senere Margrethe Numsen (født 16. februar 1741 på Orebygård, død 1. oktober 1826 i København) var en dansk adelskvinde og overhofmesterinde, søster til Conrad Holck, Hilleborg Margrethe Holck, Flemming Holck-Winterfeldt og Gustav Frederik Holck-Winterfeldt.
Margrethe fødtes på Orebygård i Sakskøbing som komtesse Margrethe Holck og var datter af greve Christian Christopher Holck og Ermegaard Sophie von Winterfeldt.
Hun blev 1766 hofdame hos Louise af Danmark-Norge.
Margrethe von der Lühes broder, Christian 7.'s yndling og drikkekammerat Conrad Holck, havde i 1768 fået Louise von Plessen afskediget som overhofmesterinde hos dronning Caroline Mathilde og havde indsat en anden i hendes stilling. Men dronningen, som var stærkt knyttet til sin forrige overhofmesterinde, ville ikke se den nye for sine øjne, og grev Holck måtte finde en ny kandidat. Margrethe von der Lühe havde åbenbart et sådant gemyt at hun, trods sit nære slægtskab med den af dronningen forhadte grev Holck, alligevel blev accepteret som overhofmesterinde ved dronningens hof.
Mens Christian 7. var på sin udlandsrejse, opholdt dronningen sig på Frederiksborg Slot, og her så bønderne ofte Margrethe ved hendes side, når hun spadserede i omegnen.
Hun giftede sig i 1767 med gehejmekonferensråd i København Volrad August von der Lühe(1705-1778) til Baroniet Høgholm. Han blev i 1764 enkemand efter 17 års ægteskab.
Hun fortsatte i 1774 hos enkedronning Juliane Marie til 1784. Det var i den stilling, hun sandsynligvis spillede en rolle ved ansættelsen af Niels Ditlev Riegels som pagehovmester ved enkedronningens hof i 1781.
Riegels blev snart en af idémagerne bag kuppet i 1784, der fjernede Ove Høegh-Guldberg og enkedronningen fra regeringsmagten. Han tilegnede Margrethe von der Lühe et mindre skrift.
I 1778 blev hun enke, og i 1784 ægtede hun generalløjtnant, gehejmeråd Christian Frederik Numsen (1741 – 1811). Efter sit bryllup forlod hun stillingen som overhofmesterinde.
Hun var dame de l'union parfaite.
Hun døde d. 1 oktober 1826 i København 15 år efter sin anden mands død.

## Henvisning
1. ↑  Historisk Tidsskrift, 4. række, 2. bind, s. 695.
2. ↑  ibid.
3. ↑  Morten Petersen – Oplysningens gale hund, s. 37, Aschehoug, København, 2003
4. ↑  At Octavia er større end Cleopatra og Stændernes ligevægt vigtig. Viist af græske og romerske skribenters samlede domme og fortællinger i tvende afhandlinger, 1788